# Centre financer

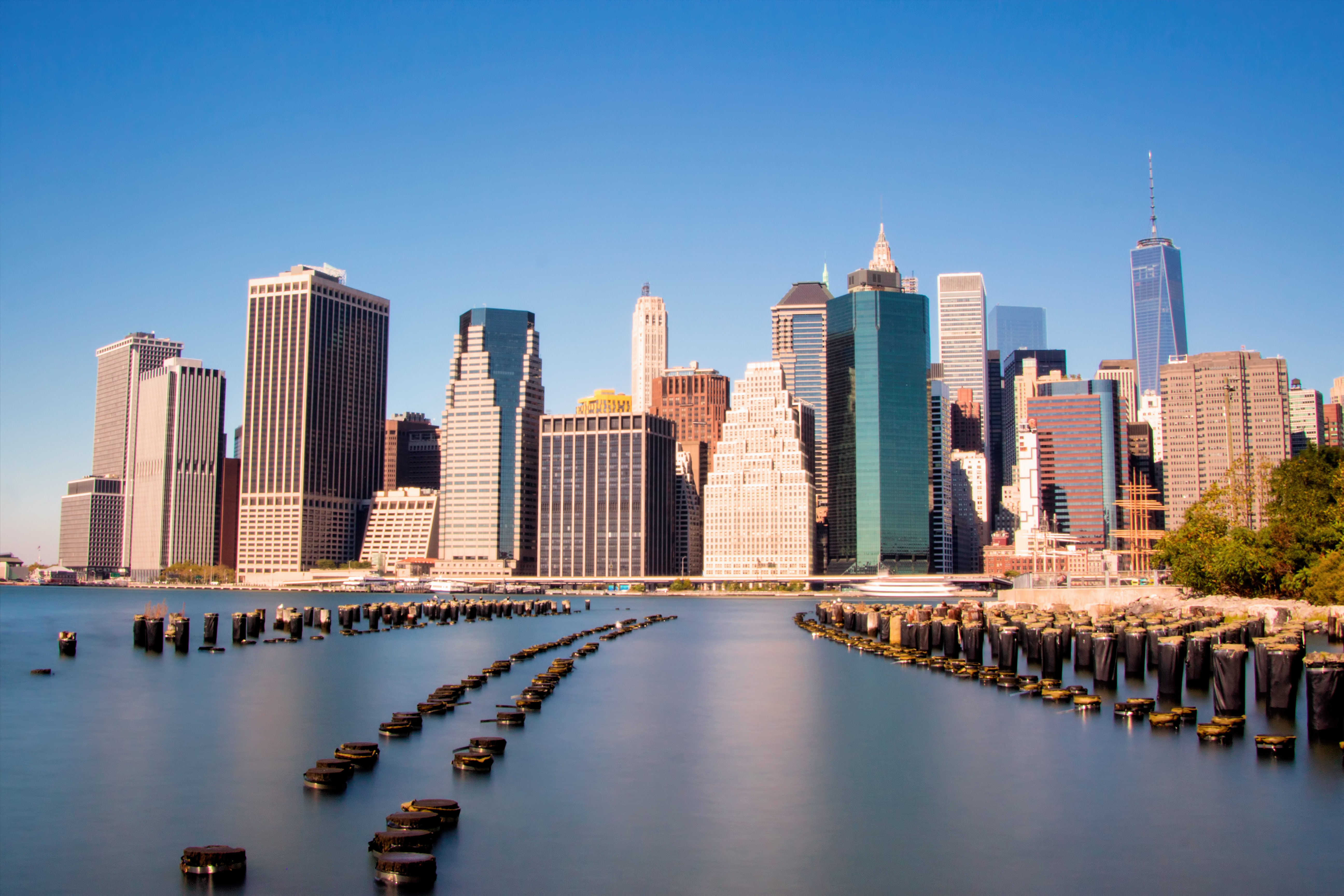
El Financial District de Nova York en el Lower Manhattan, incloent Wall Street. New York es classifica com un dels majors centres financers internacionals (IFC) del món.

L'FMI defineix un centre financer com a: centres financers internacionals (IFC), com ara Ciutat de Nova York, Londres i Tòquio; Els centres financers regionals (RFC), com Frankfurt, Chicago i Sydney; i els centres financers extraterritorials (OFC), com les Illes Caiman, Dublín i Singapur.

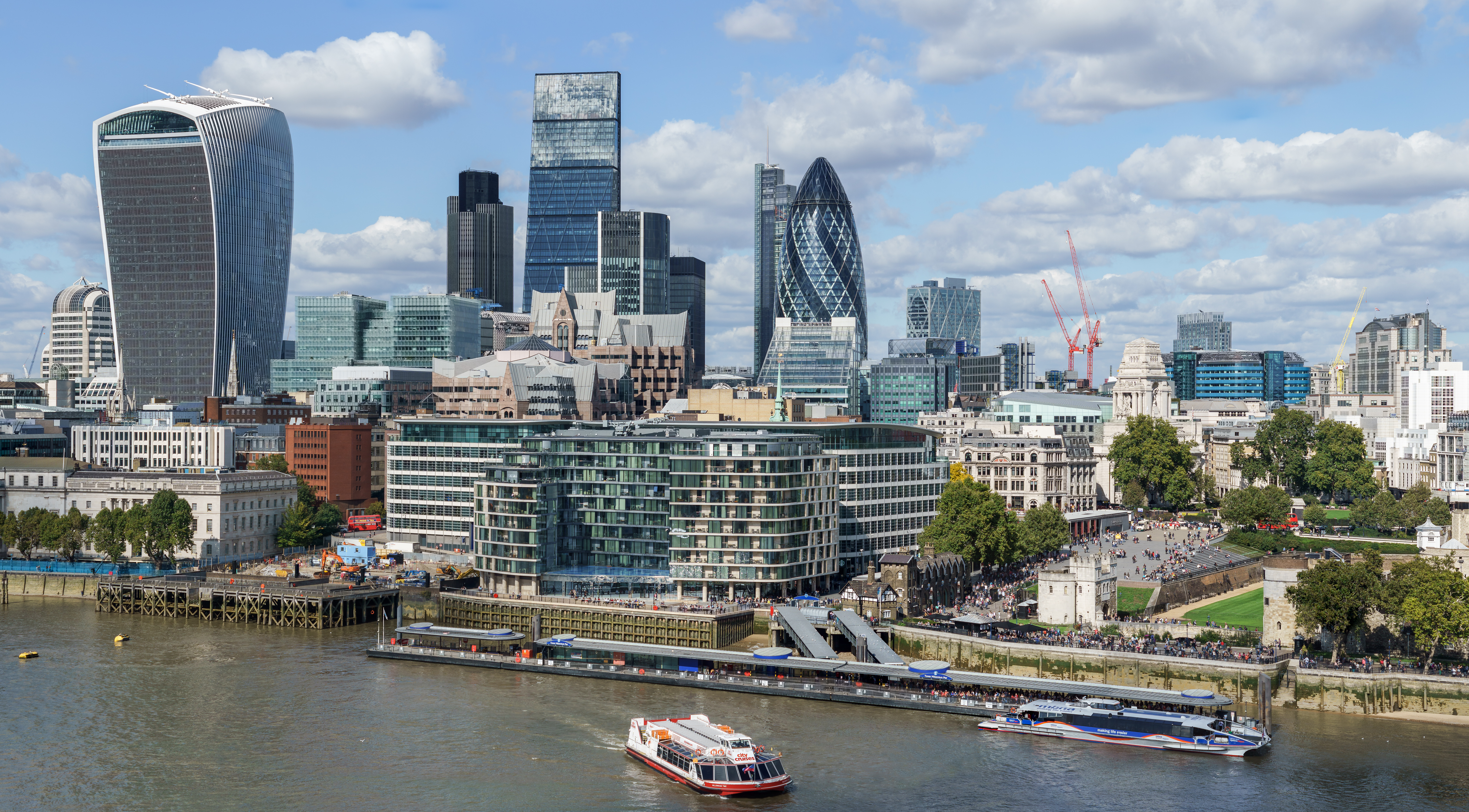
La City de Londres (la Square Mile) és un dels centres financers més antics. Londres es classifica com un dels majors centres financers internacionals (IFC) del món.

Els IFC, i molts RFC, són centres financers de servei complet amb accés directe a grans agrupacions de capital de bancs, companyies d'assegurances, fons d'inversions i mercats de capital cotitzats, i estan en grans ciutats mundials. Els OFC, i també alguns RFC, acostumen a especialitzar-se en serveis basats en impostos, com ara eines de planificació d'impostos sobre empreses, vehicles amb tracte de neutralitat fiscal, i banca a l'ombra/titulització i poden incloure ubicacions més petites (per exemple, Luxemburg) o ciutats estat (per exemple, Singapur). L'FMI observa un solapament entre els RFC i els OFC (per exemple, Hong Kong i Singapur són OFCs i RFC). Des de 2010, els acadèmics consideren l'OFC sinònim de paradís fiscal.